# 布尔环
在数学中，布尔环（英語：Boolean ring）{\displaystyle R} 是對所有 {\displaystyle R} 中的元素 {\displaystyle x} 都有 {\displaystyle x^{2}=x} 的環，即 {\displaystyle R} 是由幂等元素组成的環。布爾環都對應一個布尔代数。

## 例子
布林環的一个例子是任何集合 {\displaystyle X} 的幂集 {\displaystyle R={\mathcal {P}}(X)} 。在这个环中：加法單位元0是空集，乘法單位元1是全集，加法是对称差，乘法是交集。另一个例子我们考虑 {\displaystyle X} 的所有有限子集的集合，运算还是对称差和交集。更一般的说通过这些运算在任何集合域上的代數結構都是布尔环。通过Stone布尔代数表示定理所有布尔环都同构于一个集合域（作为带有这些运算的环处理）。

## 与布尔代数的关系
如果定义
{\displaystyle x\land y=xy}
{\displaystyle x\lor y=x+y+xy}
{\displaystyle \lnot x=1+x}
则它们满足在布尔代数中交、并和补的所有公理。所以每个布尔环都成为了布尔代数。类似的，通过如下定义布尔代数成为了布尔环：
{\displaystyle xy=x\land y}
{\displaystyle x+y=(x\lor y)\land \lnot (x\land y)=(x\land \lnot y)\lor (\lnot x\land y)}
在两个布尔环之间的映射是环同态，当且仅当它是相应的布尔代数的同态。进一步的，布尔环的子集是环理想（素环理想，极大环理想），当且仅当它是相应的布尔代数的理想（素理想，极大理想）。布尔环模以环理想的商环对应于相应的布尔代数模以相应的理想的商代数。

## 性质
所有布尔环 {\displaystyle R} 满足对于所有 {\displaystyle R} 中的 {\displaystyle x} 有 {\displaystyle x+x=0} ；因此 {\displaystyle -x=x} ，所有元素都是自身的加法逆元，在布尔环中使用减号没有意义。
因为我们知道
{\displaystyle x+x=(x+x)^{2}=x^{2}+2x^{2}+x^{2}=x+2x+x=x+x+x+x}
并且因为 {\displaystyle (R,+)} 是阿贝尔群，我们可以从这个等式的两端减去 {\displaystyle x+x} ，这给出了 {\displaystyle x+x=0} 。类似地可以证明布尔环是可交换的：
{\displaystyle x+y=(x+y)^{2}=x^{2}+xy+yx+y^{2}=x+xy+yx+y}
由此可推出 {\displaystyle xy+yx=0} ，意味着 {\displaystyle xy=-yx=yx} （使用上面第一个性质）。
{\displaystyle x+x=0} 的性质证实了布尔环是在带有两个元素的域 {\displaystyle \mathbb {F} _{2}} 上的结合代数，但只在这个方向上。特别是，任何有限布尔环都有二的幂的势。不是所有的在 {\displaystyle \mathbb {F} _{2}} 上的单作结合代数都是布尔环：比如多项式环 {\displaystyle \mathbb {F} _{2}[X]} 。
任何布尔环 {\displaystyle R} 模以任何环理想 {\displaystyle I} 的商环 {\displaystyle R/I} 也是布尔环。类似的，布尔环的任何子环都是布尔环。
在布尔环 {\displaystyle R} 中所有素理想 {\displaystyle P} 是极大环理想：  {\displaystyle R/P} 的商环是整环并其同时是布尔环，所以它必定同构于域 {\displaystyle \mathbb {F} _{2}} ，这证实了 {\displaystyle P} 的极大性。因为极大环理想总是素环理想，我们得出素环理想和极大环理想在布尔环中是一致的。
有限布林環中必有乘法單位元。

## 引用
1. ↑  Givant 2009, p. 2.
2. ↑  Givant 2009, p. 7.